# آرثر ويتنغهام
آرثر ويتنغهام (بالإنجليزية: Arthur Whittingham)‏ هو سياسي نيوزلندي، ولد في 20 سبتمبر 1869 في نيوزيلندا، وتوفي في 20 يونيو 1927 ببريزبان في أستراليا.